# 葛城市消防本部
葛城市消防本部（かつらぎししょうぼうほんぶ）は、奈良県葛城市に存在した消防部局（消防本部）。管轄区域は葛城市全域。奈良県広域消防組合に統合し解散した。

## 概要
- 消防本部：奈良県葛城市中戸475
- 管内面積：33.73km2
- 職員定数：50人
- 消防署1カ所
- 主力機械（2009年4月1日現在）
  - 普通消防ポンプ自動車：2
  - 水槽付消防ポンプ自動車：1
  - 救急自動車：3
  - 指揮車：2
  - 救助工作車：1
  - 小型動力ポンプ：1

## 沿革
- 2004年10月1日 – 葛城市消防本部を開設。
- 2014年4月1日 - 奈良県広域消防組合に統合し解散した[1][2][3]。